# Джеймс Ребхорн
Джеймс Робърт Ребхорн (на английски: James Robert Rebhorn) е американски актьор.

## Частична филмография
Кино
- 1983 – „Силкуд“ (Silkwood)
- 1991 – „Относно Хенри“ (Regarding Henry)
- 1992 – „Братовчед ми Вини“ (My Cousin Vinny)
- 1992 – „Първичен инстинкт“ (Basic Instinct)
- 1992 – „Бели пясъци“ (White Sands)
- 1992 – „Усещане за жена“ (Scent of a Woman)
- 1993 – „Пътят на Карлито“ (Carlito's Way)
- 1994 – „Да охраняваш Тес“ (Guarding Tess)
- 1994 – „Обичам неприятностите“ (I Love Trouble)
- 1996 – „Ако Люси се влюби“ (If Lucy Fell)
- 1996 – „Денят на независимостта“ (Independence Day)
- 1996 – „Скъпи сънародници“ (My Fellow Americans)
- 1997 – „Играта“ (The Game)
- 1999 – „Кедри в снега“ (Snow Falling on Cedars)
- 1999 – „Талантливият мистър Рипли“ (The Talented Mr. Ripley)
- 2000 – „Приключенията на Роки и Булуинкъл“ (The Adventures of Rocky & Bullwinkle)
- 2000 – „Запознай се с нашите“ (Meet the Parents)
- 2002 – „Плуто Наш“ (The Adventures of Pluto Nash)
- 2002 – „Далеч от рая“ (Far from Heaven)
- 2003 – „Държавен глава“ (Head of State)
- 2003 – „Студена планина“ (Cold Mountain)
- 2004 – „Последният кадър“ (The Last Shot)
- 2007 – „Бернард и Дорис“ (Bernard and Doris)
- 2008 – „Майка под наем“ (Baby Mama)
- 2009 – „Интернешънъл“ (The International)
- 2009 – „Кутията“ (The Box)
- 2011 – „Жива стомана“ (Real Steel)

Телевизия
- 1985-1986 – „Кейт и Али“ (Kate & Allie)
- 1990 – Wiseguy
- 1996 – „Лично правосъдие“ (Mistrial)
- 2001 – „Адвокатите“ (The Practice)
- 1999-2002 – „Трета смяна“ (Third Watch)
- 2006 – The Book of Daniel
- 2008 – Comanche Moon
- 2008 – „Адвокатите от Бостън“ (Boston Legal)
- 1992-2008 – „Закон и ред“ (Law & Order)
- 2010 – „Рокфелер плаза 30“ (30 Rock)
- 2010 – Big Lake
- 2013 – Enlightened
- 2009-2013 – „Престъпления от класа“ (White Collar)
- 2011-2013 – „Родина“ (Homeland)